# Peter H. Krammer

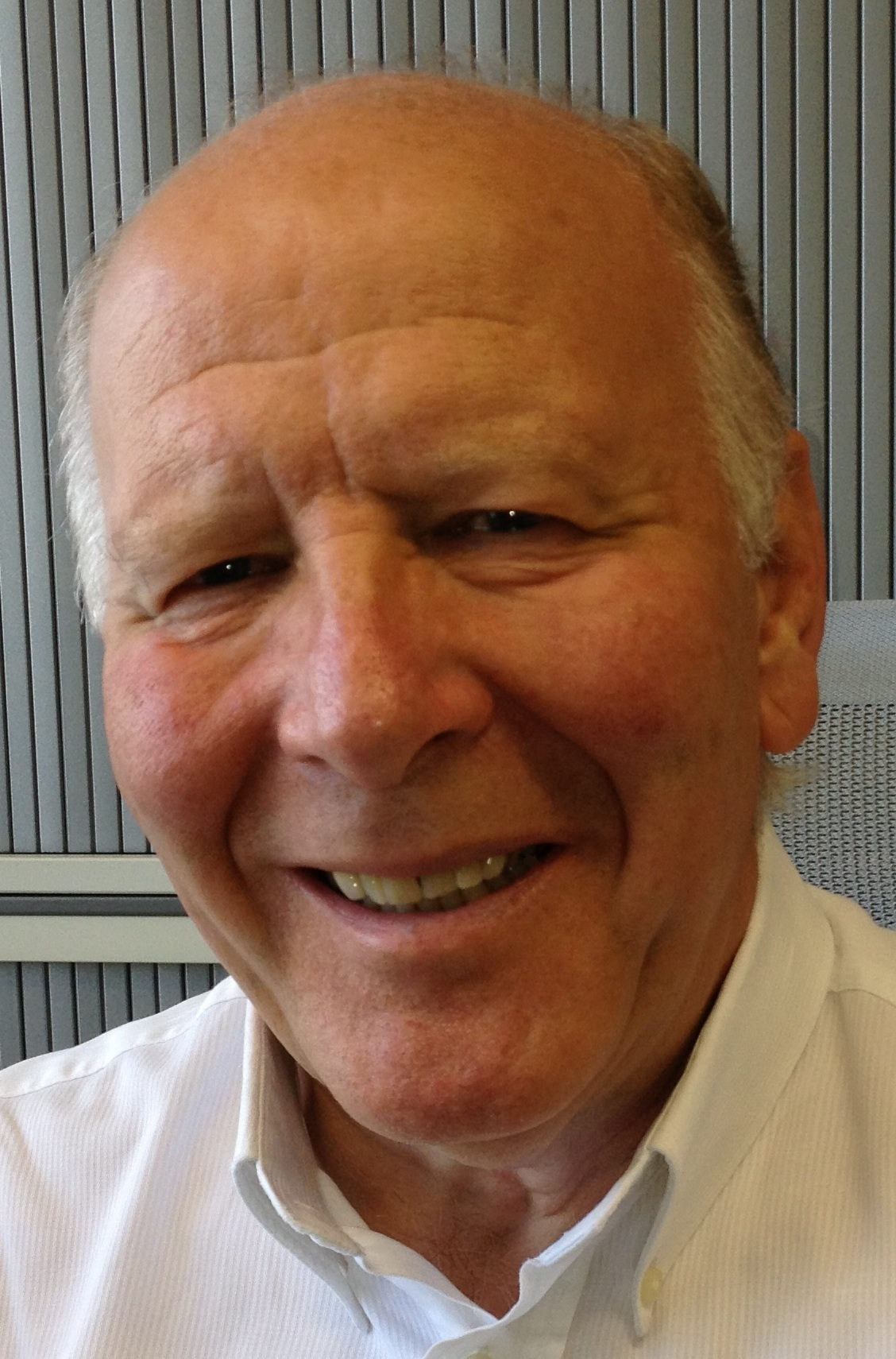
Peter H. Krammer

Peter H. Krammer (* 2. April 1946 in Rheydt) ist ein deutscher Immunologe, der insbesondere für Forschungen zur Apoptose bekannt ist.

## Leben
Krammer studierte bis 1971 Medizin an der Albert-Ludwigs-Universität Freiburg, in St. Louis und Lausanne. Als wissenschaftliches Mitglied war er 1973 bis 1975 am Basel Institute for Immunology. Ab 1976 war er am Max-Planck-Institut für Immunologie in Freiburg, seit 1976 am Deutschen Krebsforschungszentrum (DKFZ) in Heidelberg und später auch Professor an der Medizinischen Fakultät der Universität Heidelberg. 1981 war er Gastprofessor an der University of Texas (Health Science Center) in Dallas. 1984/85 war er Gastwissenschaftler am Zentrum für Molekulare Biologie in Heidelberg. Ab 1981 leitete er die Abteilung Immungenetik des DKFZ, ab 1990 war er Direktor des Instituts für Immunologie und Genetik des DKFZ und ab 1993 Sprecher des Forschungsschwerpunkts Tumorimmunologie. Seit 2008 leitet er die Helmholtz Allianz Immuntherapie von Krebserkrankungen der Helmholtz-Gemeinschaft. Zusätzlich ist er seit einigen Jahren im Direktorium des Nationalen Zentrum für Tumorerkrankungen (NCT).
Krammer erforschte die Mechanismen des programmierten Zelltods (Apoptose) und ist an der Entwicklung darauf basierender Medikamente zum Beispiel gegen Krebs beteiligt (Krebszellen haben Mechanismen entwickelt, der Apoptose zu entgehen). 2000 war er mit Henning Walczak (seinem ehemaligen Doktoranden) einer der Gründer von Apogenix, einer Pharmaforschungs-Ausgründung des DKFZ.
Krammer und sein Team entdeckten 1989 den CD95 Rezeptor (APO-1, Fas) und außerdem weitere am Signalweg von CD95 beteiligte Moleküle. Die Apoptose spielt eine wichtige Rolle in der Selbstkontrolle des Immunsystems, Krebszellen nutzen diese aber auch für Wachstum und Invasion oder um sich gegen Immunzellen zu verteidigen, indem sie gezielt deren Apoptose auslösen (Tumor Counterattack). Krammer untersucht auch die Rolle von CD95 bei Autoimmunkrankheiten.
Er ist Mitglied der EMBO, Leopoldina, der Academia Europaea (seit 2003) und seit 2009 der Heidelberger Akademie der Wissenschaften.

## Auswahl der Preise und Auszeichnungen
- 1991 Kind Phillip Award for Leukemia Research
- 1995 Behring Lecture
- 1995 Robert-Koch-Preis mit Shigekazu Nagata, für grundlegende Arbeiten zur Apoptose
- 1996 Deutscher Krebspreis
- 1996 Kitasato-Behring-Preis
- 1996 Heinz-Ansmann-Preis
- 1996 Meyenburg-Preis
- 1996 Verdienstkreuz 1. Klasse der Bundesrepublik Deutschland
- 1997 Cancer Research Award Wilhelm Warner Foundation
- 1998 Avery-Landsteiner-Preis
- 2000 Ernst-Jung-Preis für Medizin
- 2000 Norman Heatley Lecture Oxford
- 2000 Ludwik-Hirszfeld-Preis der polnischen Gesellschaft für Immunologie
- 2000 Theodor Kocher Lecture, Düsseldorf
- 2001 Genius Biotech Award für die Firma Apogenix
- 2003 Lautenschläger-Forschungspreis
- 2004 First International Cell Death Society Prize
- 2011 Deutsche Krebshilfe Preis
- 2012 Johann-Georg-Zimmermann-Medaille

## Schriften
- Apoptose im Immunsystem: Mord oder Selbstmord. In: Pharmazie in unserer Zeit, Band 25, 1996, S. 306 (Vortrag anlässlich des Erhalts des Robert Koch Preises)
- CD 95 ’s deadly mission in the immune system. In: Nature, Band 407, 2000, S. 789
- mit Muzio, Chinnaiyan, Kischkel, O’Rourke, Shevchenko, Ni, Scaffidi, Bretz, Zhang, Gentz, Mann, Peter, Dixit: FLICE- a novel FADD homologous ICE/CED-3-like protease, is recruited to the CD 95 (FAS/APO-1) death inducing signaling complex. In: Cell, Band 85, 1996, S. 817–827
- mit Dhein, Walczak, Bäumler, Debatin Autocrine T-cell suicide mediated by APO-1 / (FAS/CD 95). In: Nature, Band 373, 1995, S. 438–441
- mit Westendorp, Frank, Stricker, Dhein, Debatin, Walczak Sensitization fo T-cells to CD-95 mediated apoptosis by HIV-1 Tat and gp120. In: Nature, Band 375, 1995, S. 497–500
- mit Trauth, Klas, Peters, Matzku, Möller, Falk, Debatin: Monoclonal antibody mediated tumor regression by induction of apoptosis. In: Science, Band 245, 1989, S. 301–305